# خدا نمرده است (فیلم)
خدا نمرده است (انگلیسی: God's Not Dead) فیلمی در ژانر درام به کارگردانی هارولد کرونک است که در سال ۲۰۱۴ منتشر شد.

## بازیگران
- شن هارپر
- دیوید ای آر وایت
- فرانکلین گراهام
- مارکو خان
- ویلی رابرتسون
- مایکل تایت
- کوین سوربو
- رادین کاین